# Drosophila mariaehelenae
Drosophila mariaehelenae är en tvåvingeart som beskrevs av Vilela 1984. Drosophila mariaehelenae ingår i släktet Drosophila och familjen daggflugor.
Artens utbredningsområde är Brasilien.